# École supérieure des arts et techniques de la mode
Die École supérieure des arts et techniques de la mode (ESMOD) ist eine private internationale Schule für Mode.

## Geschichte
1841 eröffnete der Schneidermeister und spätere Hoflieferant der Kaiserin Eugénie Alexis Lavigne in Paris die Modeschule Guerre-Lavigne. Lavigne, der kurze Zeit später das flexible Metermaß und die Schneiderpuppe erfand, setzte mit seiner Lehrmethode – das Modellieren an der Puppe als Grundlage der Schnittentwicklung – den Grundstein des Lehrsystems, nach der noch heute an den Schulen der ESMOD unterrichtet wird. Zwischen 1970 und 1990 erweiterte die Schule ihr Netzwerk an Standorten weltweit. Aus der Schule Guerre-Lavigne wurde ESMOD International, nachdem sie 1976 aus dem Besitz der Gründerfamilie in andere private Hände gelangte.
Zu ESMOD International gehören 20 Modeschulen in 14 Ländern. Standorte sind Beijing, Beirut, Bordeaux, Damas, Dubai, Genf, Istanbul, Jakarta, Lyon, Moskau, Osaka, Oslo, Paris, Rennes, Roubaix, Sao Paulo, Seoul, Sousse, Tokio und Tunis.
Die ESMOD Private Modeschule Viathea GmbH in Berlin wurde 2011 unter Auflagen als Kunsthochschule akkreditiert. Da die Einrichtung den wissenschaftlichen Maßstäben einer Hochschule nicht entsprach, und rückläufige Studierendenzahlen sowie steigende Kosten durch die Ausrichtung zur Kunsthochschule zu Finanzierungsproblemen führten, wurde ESMOD Berlin 2017 geschlossen.